# عزیز کور نیانگ
عزیز کور نیانگ (انگلیسی: Aziz Corr Nyang؛ زادهٔ ۲۷ اوت ۱۹۸۴) بازیکن فوتبال اهل گامبیا است.
از باشگاه‌هایی که در آن بازی کرده است می‌توان به باشگاه فوتبال والتا، باشگاه فوتبال آشوری‌ها، باشگاه فوتبال زنان تیرسو، باشگاه فوتبال دیورگاردن، و باشگاه فوتبال سوندسوال اشاره کرد.
وی همچنین در تیم ملی فوتبال گامبیا بازی کرده است.